# Pionites leucogaster xanthurus
Geelstaartcaique of geeldijcaique (Pionites leucogaster xanthurus) is een vogel uit de familie Psittacidae (papegaaien van Afrika en de Nieuwe Wereld). De vogel werd in 1925 als aparte soort beschreven door de Amerikaanse vogelkundige Walter Edmond Clyde Todd, maar staat in de IOC World Bird List als een ondersoort van de witbuikcaique (P. leucogaster). Het is een kwetsbare soort papegaaiachtige uit Zuid-Amerika.

## Kenmerken
De vogel is 23 cm lang. Het is een middelgrote, enigszins gedrongen parkiet met een korte staart. De voorkant van de kop en de kruin zijn oranje en de rest van de kop, nek en bovenkant van de borst zijn geel. De rug en de vleugels zijn dofgroen, waarbij de arm- en handpennen donkerblauw zijn. De buik is wit en de flanken. De staart is geel. De snavel is licht hoornkleurig en de poten zijn roze.

## Verspreiding en leefgebied
De soort komt voor in Midden-Brazilië langs de  Rio Juruá tot Rio Madeira, ten zuiden van de Amazonerivier.
De leefgebieden liggen langs rivieren in het tropisch regenwoud, zowel bos dat in bepaalde perioden onder water staat, als in droog blijvend bos.

## Status
De grootte van de populatie is niet gekwantificeerd. Aangenomen wordt dat de populatie-aantallen afnemen door grootschalige ontbossingen waarbij natuurlijk bos wordt omgezet in gebied voor agrarisch gebruik. De soort is afhankelijk van ongerept bos en om deze redenen staat deze soort sinds 2014 als kwetsbaar op de Rode Lijst van de IUCN.
Er gelden beperkingen voor de handel in deze vogel, want de soort staat in de Bijlage II van het CITES-verdrag.